# 杰基·沃罗斯基
杰奎琳·蕾娜·沃罗斯基（英語：Jacqueline Renae Walorski，1963年8月17日—2022年8月3日）为美国共和党政治人物，自2013年开始到2022年逝世担任美国联邦众议员，隶属于印第安纳州第二国会选区。杰基·沃罗斯基曾在2005年至2010年间于印第安纳州众议院担任议员，隶属于第21选区。2010年，沃罗斯基获共和党提名参选印第安纳州第二选区的联邦众议员，但以微弱劣势输给了时任民主党籍议员乔·唐纳利。不过在2012年时沃罗斯基成功当选众议员，并获四次连任。

## 早年生活和教育
沃罗斯基于1963年8月17日出生于印第安纳州南本德，与她的两个哥哥在该市的吉尔默公园附近长大。她的母亲玛莎·C在当地一家杂货店担任切肉师，她的父亲雷蒙德·B·沃罗斯基是一名消防员，同时还经营者一家电器店。沃罗斯基具有波兰和德国血统。她曾就读于海伊小学，后于1981年从莱利高中毕业。她于1981年至1983年间在自由大学就读，后转入泰勒大学，并于1985年获得传播与公共管理专业文学士学位。

## 早期职业生涯
沃罗斯基的职业生涯开始于1985年至1989年间在CBS电视网于南本德的附设机构WSBT-TV担任记者，此后她于1989年至1991年间担任圣约瑟夫县人道协会的执行董事。她从1991年开始便担任安西拉学院的组织发展主任，直到她于1996年被任命为圣约瑟夫县商会会员主管为止。她后来于1997年至1999年间在印第安纳大学南本德分校担任年费募捐主任。